# Hữu Cách
Hữu Cách (chữ Hán: 有鬲氏) là tên một quốc gia bộ lạc tồn tại vào thời kỳ nhà Hạ trong lịch sử Trung Quốc, tổ tiên của nước này có công giúp Hạ Vũ trị thủy hơn nữa lại là người cùng họ nên sau khi lên ngôi vua Vũ đã phong làm chư hầu.
Suốt chiều dài lịch sử nước Hữu Cách chỉ được nhắc đến một lần duy nhất vào thời kỳ vô vương chi thế và Thiếu Khang trung hưng, lúc bấy giờ Hạ Tướng bị Hàn Trác đánh bại phải tự vẫn mà chết. Các trung thần nhà Hạ phò tá Hậu Mân trốn về nước Hữu Nhung, một đại thần khác là Thần Mi lại chạy theo hướng khác là nước Hữu Cách. Tại đây Thần Mi đã chiêu tập lực lượng của nước sở tại và tích cực rèn luyện quân đội để chờ thời cơ khôi phục vương triều, sau khi nghe tin Thiếu Khang còn sống và đang ẩn mình ở nước Hữu Ngu thì Thần Mi đã sai người liên lạc với Thiếu Khang để bàn tính đại sự. Thiếu Khang sai con thứ là Vô Dư sang nước Hữu Cách để hoạch định chiến lược, hai người đã bàn bạc thống nhất về chủ chương và đường lối chính sách nhất quán rất ăn ý. Đầu tiên họ ra trận giả thua để cho Hàn Kiêu và Hàn Ế chủ quan khinh địch, sau đó họ mở cuộc tập kích bất ngờ đánh từ hai phía khiến cho quân nước Quá và Qua trở tay không kịp bỏ chạy toán loạn. Cuối cùng họ đã thành công và Thiếu Khang lên ngôi thiên tử mở ra thời kỳ thịnh vượng của nhà Hạ, còn về nước Hữu Cách thì sử sách không thấy nhắc đến nữa nên chẳng biết nước ấy diệt vong thời điểm nào.